# Lasioglossum koreanum
Lasioglossum koreanum là một loài Hymenoptera trong họ Halictidae. Loài này được Ebmer mô tả khoa học năm 1978.